# Innere Führung
 (janvier 2020).
Le leadership intérieur (Innere Führung en allemand) est un concept de leadership de la Bundeswehr basé sur le concept de citoyen en uniforme et dont le contour a été conçu en cours de réarmement avant la fondation de la Bundeswehr en 1955. C'est plus qu'un simple concept de leadership, car il est censé constituer la base de l'image de soi du soldat . Il n'y a pas de définition officielle du terme «leadership intérieur», mais il existe une description dans la version actuelle du règlement de service central 10/1, qui est également intitulée «Leadership intérieur»: «Les principes du leadership intérieur constituent la base de l'armée; Servir dans la Bundeswehr et déterminer l'image de soi des soldats. Ce sont des lignes directrices pour guider les gens et traiter correctement les uns avec les autres. Il définit les objectifs, les principes, les domaines d'application et les principes directeurs du leadership interne. Sa tâche est de réduire les tensions qui découlent des droits individuels du citoyen libre d'une part et des devoirs militaires du soldat d'autre part. 

## Conceptualisation
Après la fondation de la République fédérale d'Allemagne en 1949, la question du réarmement de l' Allemagne s'est posée très rapidement dans un contexte d'affrontement Est-Ouest lors de la guerre froide. Au plus tard au début de la guerre de Corée à l'été 1950, une réflexion commença à émerger sur une contribution ouest-allemande à la défense de l'Europe occidentale. Le gouvernement Adenauer nomma alors un groupe d'experts militaires allemands afin d'envisager l'organisation des forces armées ouest-allemandes. Le groupe d'experts remis ses conclusions en octobre 1950 dans le « mémorandum de Himmeroder ». 
Il ne s'agissait pas seulement de questions pratiques de constitution de forces armées, mais aussi de légitimation de nouvelles forces armées allemandes. Compte tenu des expériences traumatisantes de deux guerres mondiales, la population allemande à cette époque était largement pacifiste et opposée à toute sorte de nouvelle armée. Les voisins européens avaient également peur des soldats allemands. Pour être socialement acceptables, les nouvelles forces armées se devaient d'être démocratiques et soumises à un contrôle parlementaire strict. Il était hors de question qu'ils puissent former un " État au sein de l'État ", comme cela avait été le cas avec la Reichswehr, et ils n'auraient pas non plus de statut social spécial comme dans l'empire.